# Future (chanson de Madonna)
Pour les articles homonymes, voir Future.
Pistes de Madame X
God Control
(3) Batuka
(5)
Future est une chanson du 14e album studio de Madonna, interprétée par la chanteuse et le rappeur Quavo, Madame X, dont elle est la quatrième piste.
La chanson a été écrite par Madonna, Diplo, Quavo et Starrah, et a été produite par les deux premiers.
Future est sorti en tant que deuxième single promotionnel de l’album le 17 mai 2019 par Interscope Records. Musicalement, il a été décrit comme une chanson reggae et hip hop roots, tandis que lyriquement, il traite de regarder ce qui est à venir, de célébrer le présent et aussi de contempler le passé.
Future a reçu des critiques positives à mitigées de la part des critiques musicaux. Certains l’ont jugé accrocheur tandis que d’autres ont estimé que ce n’était pas assez mémorable. La piste a également eu un accueil commercial modéré, atteignant le top 30 en Hongrie et culminant à la 50e place en Écosse.
Madonna a interprété la chanson lors de la finale du Concours Eurovision de la chanson 2019, provoquant la controverse car elle mettait en vedette deux danseurs avec des drapeaux palestiniens et israéliens sur leurs costumes; cela a été considéré comme une déclaration politique pour le conflit israélo-palestinien. Plus tard, la chanteuse a inclus « Future » sur sa tournée Madame X Tour, en 2019-2020.

## Contexte et composition
En 2017, Madonna a déménagé à Lisbonne, au Portugal, à la recherche d’une académie de football de premier plan pour son fils David, qui voulait devenir un joueur de football professionnel. Alors qu’elle vit en ville, elle commence à rencontrer des artistes, des peintres et des musiciens, qui l’invitent à des « séances de salon ». Lors de ces séances, ils apportaient de la nourriture, s’asseyaient autour de la table et les musiciens commençaient à jouer des instruments, chantant du fado et de la samba,. Se retrouvant « connectée par la musique », la chanteuse décide de créer un album ; « J’ai trouvé ma tribu [à Lisbonne] et un monde magique de musiciens incroyables qui ont renforcé ma conviction que la musique à travers le monde est vraiment connectée et est l’âme de l’univers »,. Le 15 avril 2019, Madonna a révélé « Madame X » comme titre de l’album. Pour l’album, elle a travaillé avec Mirwais, son collaborateur de longue date, qui avait déjà travaillé sur ses albums Music (2000), American Life (2003) et Confessions on a Dance Floor (2005), ainsi que Mike Dean, qui était producteur sur Rebel Heart (2015) et Diplo.
Future a été écrit par Madonna aux côtés de Diplo, Quavo et Starrah, et a été produit par les deux premiers. Il a été décrit comme une chanson roots reggae, hip hop, et électro-ragga, fortement influencée par le dancehall,,. Lyriquement, selon la chanteuse, il s’agit du « monde dans lequel nous vivons aujourd’hui et de l’avenir de notre civilisation ». Cela commence avec Madonna chantant « You ain’t woke » avec une voix fortement travaillée par Auto-Tune, et un accent jamaïcain « léger, peut-être inconscient mais audible » de personne blanche,.
Pendant le refrain, elle chante : « Tout le monde ne peut pas venir dans le futur / Tout le monde qui est ici va durer », sur un ton « plein d’espoir » sur le fait de se débarrasser de toute négativité récente. Ensuite, Quavo rappe tout en réfléchissant à son statut actuel et en attendant avec impatience ce qui va arriver: « Ma vie est or / Je goutte à goutte dans la glace / Je vois les signes / Libérez simplement votre esprit / Bienvenue dans le futur, c’est une balade culturelle ».
La chanson comprend un clin d’œil lyrique au single de Madonna sorti en 2000 « Don’t Tell Me », avec la ligne « Don’t tell me to stop/'cause you said so ».
Future est sorti en tant que deuxième single promotionnel de Madame X le 17 mai 2019.

## Réception
Future a reçu des critiques positives à mitigées de la part des journalistes musicaux. Asian News International a noté que les voix de Madonna et Quavo « se mélangent parfaitement », tout en commentant qu'« avec ses paroles accrocheuses et son air optimiste, Future est sûr de faire place aux listes de lecture ».
- Louise Bruton de l’Irish Times a qualifié Future d'« appel au progrès ensoleillé ».
- Trey Alston de MTV a été positif, le qualifiant de « nouvel album surprenant et extatique », et a salué la collaboration « étonnamment funky » entre Madonna et Quavo[13].
- Nick Smith de MusicOMH a complimenté la chanson comme étant « sombre et trippante », soulignant également « les empreintes digitales de Diplo partout »[14].
- Paul Nolan de Hot Press était également positif, le considérant comme un album remarquable[15].
- Ben Beaumont-Thomas du Guardian a commenté que le morceau était « son go at pop’s next big trend, roots reggae », le qualifiant de « catchy and full-bodied ». Cependant, il a critiqué Diplo pour avoir « arraché sans vergogne » les cuivres de SpottieOttieDopaliscious d’Outkast[4].
- Une autre critique positive est venue de Daniel Megarry de Gay Times, qui a déclaré qu’il avait « appris à l’aimer », et a commenté que ses « rythmes teintés de reggae et ses paroles optimistes » aideraient à vendre le morceau[16].
- Michael Arceneaux de NBC News a considéré l’apparition de Quavo comme « surprenante »[17].
- Alfred Soto de City Pages a écrit que le morceau « se déploie comme les auditeurs pourraient s’y attendre », et l’a sélectionné comme l’une des « OK to pretty good songs » sur Madame X.
- Mike Wass d’Idolator a estimé que c’était une déviation de la dance pop habituelle de Madonna. Néanmoins, il a salué son « message important »[7]. Dans une autre revue, Wass l’a qualifié de « collaboration dancehall-lite [...] non moins subtil dans son message ou son exécution », mais a critiqué l’utilisation intensive de l’autotune par la chanteuse[18].
- Jeremy Helligar de Variety a critiqué ses paroles pour être « clichées » et a déclaré qu’elles « vont bas quand [Madonna] devrait viser plus haut ».
- Kitty Empire de The Observer a critiqué le manque d’alchimie entre Madonna et Quavo, une opinion partagée par Craig Jenkins du New-York et Chuck Arnold du New York Post[19],[20],[21]
- Sur une critique plus négative, Rich Juzwiak de Pitchfork a déclaré que « [Madonna] se faufile à travers l'Auto-Tune et adopte une posture hip-hop contemporaine qui finit par ressembler à une sorte de klaxon plat hors de son nez. Ce n’est pas tant qu’elle riffe sur le hip-hop qui est le problème [...] c’est qu’elle est smarmy comme elle le fait »[5].
- Nicholas Hautman de Us Weekly, a rejeté Future comme « oubliable » et l’un des morceaux à laisser « filler » de Madame X[5]. Sur une note similaire, Jonny Coleman de The Hollywood Reporter l’a également jugé oubliable et a déclaré que cela ressemblait à un « reste de Rihanna »[22].

Future a fait ses débuts à la 40e place du classement des chansons en langue étrangère en Chine, atteignant plus tard son sommet à la 20e place. Le 24 mai 2019, le titre a fait ses débuts à son apogée de numéro 50 en Écosse. En Hongrie, Future a culminé au numéro 30. La piste a culminé aux numéros 16 et 33, sur les charts Français Digital et UK Download, respectivement,. Il a également atteint le numéro 20 sur le classement Euro Digital Songs, compilé par Billboard.

## Performances en direct
Le 9 avril 2019, il a été annoncé par les promoteurs locaux « Live Nation Israel » que Madonna se produirait à la finale du Concours Eurovision de la chanson 2019, déclarant qu’elle « interpréterait deux chansons, dont une nouvelle chanson de son prochain album ». Cependant, le 14 mai, le superviseur exécutif de l’Eurovision, Jon Ola, a déclaré qu’ils n’avaient pas confirmé l’apparition de la chanteuse car il n’y avait pas de « contrat signé ». La comparution a été officiellement confirmée deux jours avant la finale.
Madonna a interprété Future, avec son single de 1989 Like a Prayer, lors de l’événement, qui s’est tenu à Tel Aviv le 18 mai. Pour la représentation, Madonna a été rejointe par Quavo et portait une cape noire et un cache-œil avec la lettre X tandis que plusieurs danseurs, qui portaient des masques à gaz, sont tombés au sol. À mi-chemin, Madonna chante un fragment de sa chanson Dark Ballet. Deux danseurs avec des drapeaux palestiniens et israéliens sur le dos se tenant l’un l’autre figuraient également sur la performance. Elle s’est terminée par la projection de la phrase « Wake Up » sur un écran noir, avant que Madonna ne tombe en arrière de la scène, main dans la main avec Quavo.
La performance a provoqué une controverse, car elle a été considérée comme une déclaration politique pour le conflit israélo-palestinien. Les  organisateurs de l’Eurovision ont déclaré qu’une partie de la performance n’était pas une partie approuvée de l’acte.
L’Union européenne de radio-télévision a publié une déclaration disant que l’Eurovision était un événement apolitique et que Madonna avait été informée.
La Campagne palestinienne pour le boycott académique et culturel d’Israël (PACBI), avec d’autres artistes tels que Roger Waters et Brian Eno, avait précédemment appelé au boycott du Concours Eurovision de la chanson en soutien à la Palestine, et avait même exhorté Madonna à ne pas se produire,. Madonna a déclaré qu’elle n’allait jamais « arrêter de jouer de la musique pour convenir à l’agenda politique de quelqu’un », ce à quoi le PACBI a répondu : « L’artwashing de l’oppression brutale des Palestiniens par Israël pour un million de dollars doit être l’un des programmes politiques les plus immoraux »,. Plus tard, la « Kan Israel Broadcasting Corporation » a poursuivi Live Nation au sujet de la performance, affirmant que les représentants de la chanteuse avaient violé les termes de leur accord et « renié leurs promesses financières ».
Holly Thomas de CNN a exprimé que Madonna « n’a pas fait ou dit grand-chose à part créer un spectacle obtus sur fond d’une chanson franchement terrible » et « n’a offert à son public aucune éducation significative du conflit auquel elle a fait allusion ». En plus de la controverse, la chanteuse a été critiquée pour sa performance vocale. L’annonceur néerlandaise Emma Wortelboer a plaisanté en disant qu’elle était « reconnaissante pour l’autotune de Madonna » pendant le segment des résultats de la compétition. Un jour plus tard, une vidéo de la performance a été téléchargée sur le compte YouTube officiel de la chanteuse, cette fois-ci avec sa voix éditées et modifiée.

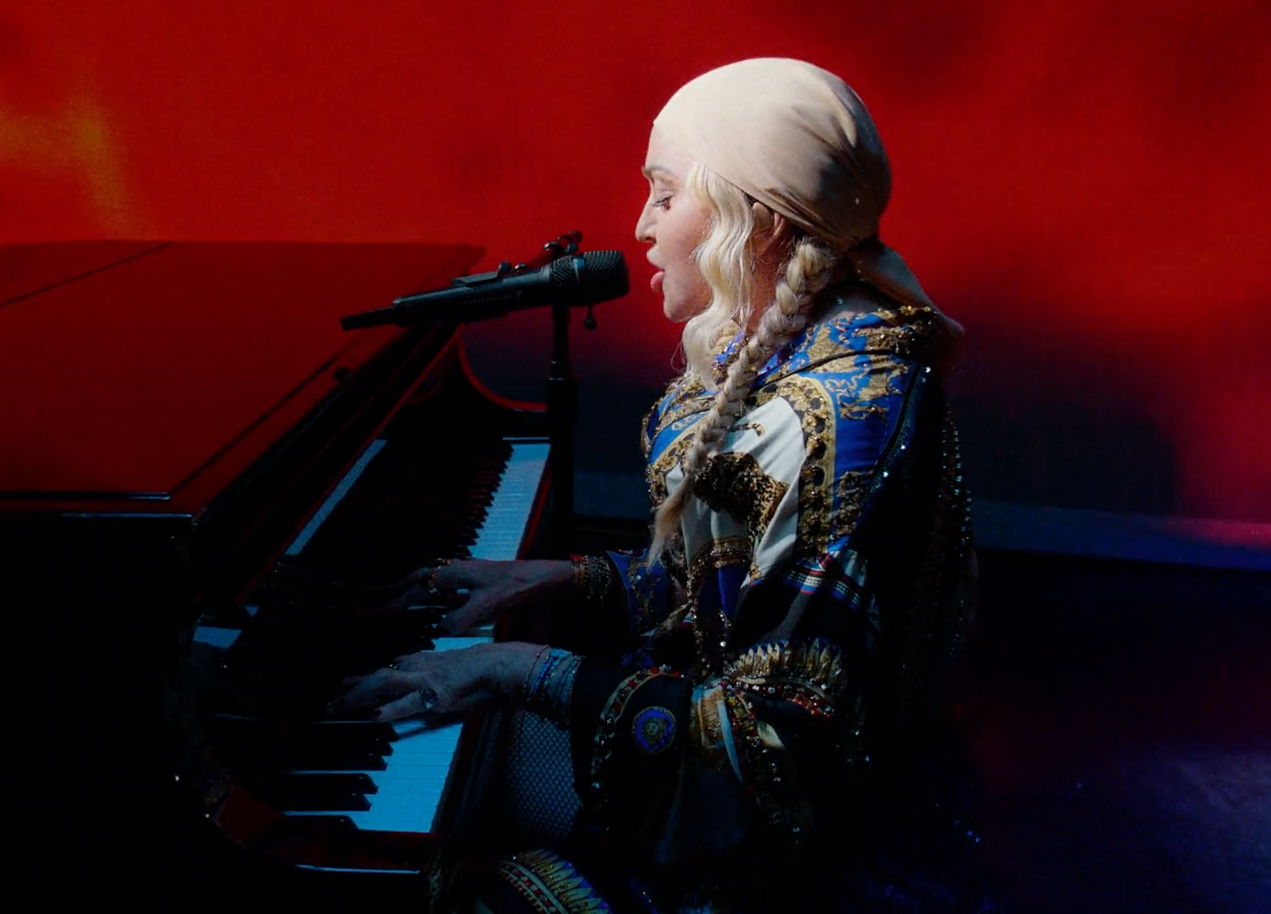
Madonna interprétant Future au piano, lors de sa tournée Madame X Tour (2019-2020).

Madonna a inclus Future dans la setlist de sa tournée Madame X Tour, de 2019 à 2020. Elle jouait du piano, flanquée d’une paire de danseurs « robotiques mais sinueux » avec des lumières rouges sur les yeux, tandis que des images de « destruction urbaine et environnementale » et le mot « avertissement » étaient projetés sur l’écran vidéo,. Bradley Stern de Paper a décrit la performance comme « une pièce pour piano plus discrète », comparée au « moment médiéval-rencontre-post-apocalyptique à l’Eurovision ».

## Crédits et personnel
- Madonna – scénariste, chant, producteur
- Diplo – scénariste, producteur
- Quavo – scénariste, chant
- Starrah – écrivain
- PATSmusicrop IMC

Crédits et personnel adaptés des notes de pochette de l’album Madame X.